# 沖田芳次郎
沖田 芳次郎（おきた よしじろう、嘉永6年1月26日（1853年3月5日）- 明治28年（1895年）1月26日）は、江戸時代末期（幕末）の新徴組隊士。沖田林太郎とみつの長男。叔父は新選組一番組長の沖田総司。弟に貞吉。諱は房政。

## 生涯
嘉永6年（1853年）、多摩郡大沢村（北多摩郡を経て現在の三鷹市）の近藤家に生まれる。
安政7年（1860年）、父・林太郎が白河藩を脱藩し、沖田一家は江戸四谷伝馬町一丁目に住居した。文久3年（1863年）、林太郎が浪士組に参加し、江戸帰還後は新徴組隊士となって飯田町の黐木坂にある江戸田沼玄蕃頭屋敷に暮らす。
14歳になった慶応2年（1866年）、林太郎の組頭であった三村伊賀右衛門の切腹の介錯し、見事な腕前を見せたエピソードが子母沢寛の作品によって伝えられているが、三村の死亡は前年の9月で、1年の相違があり、芳次郎が13歳のときであったことは考えられる。ただし、沖田家菩提寺の専称寺に、三宅捨五郎という元新徴組隊士の墓碑があり、この人物が慶応2年に死亡したことにより、沖田家の過去帳に記載されている。介錯が14歳の時であったとすれば、三村ではなく、三宅のことではないかとの説もある。芳次郎が新徴組隊士になった時期は不明で、慶応4年（1868年）2月には、庄内藩士の帰国に新徴組も従い、沖田家は3月に宿舎とされた湯田川温泉に到着した。戊辰戦争を迎えることになるが、庄内藩の『出張姓名簿』によると、芳次郎は庄内藩士・菅野正助を頭取する三番隊の平士に配属されている。名簿には『沖田芳之助』の名前を確認することができる。
戊辰戦争では、7月末からの矢島の攻略戦、9月中旬の関川の戦いに出陣したが、芳次郎の具体的な戦功や負傷などは伝えられていない。9月に庄内藩の降伏を知った三番隊は、鍋倉から湯田川温泉の宿に引き揚げている。
戦後、新徴組は大宝寺村に住居して後田山の開墾に従事することとなったが、明治5年（1872年）7月に数十名による集団脱走が決行され、林太郎一家もこれに加わっていたが、芳次郎は同行を否定している。8月調査の『新徴組開墾士氏名』に名前がある。芳次郎が庄内から東京に帰還したのは明治14年（1881年）以前だったと思われる。
明治19年（1886年）、東京で警察官となった芳次郎は、明治19年に新選組隊士で縁戚関係にあった井上泰助の妹・ハナと結婚した。明治21年（1888年）には、母・みつと弟の卓吉を連れて宮城県塩竈に赴き、魚介類の売買や製塩業を手掛けた。この間に長男・重治が生まれる。明治24年（1891年）に長女・ヒサ、明治27年（1894年）に次男・要が生まれる。
明治28年（1895年）、事業が失敗し失意のまま43歳で死去した。その後、塩竈市旭町の東園寺に葬られ、井上泰助が墓碑を建立したという。墓碑は昭和41年（1966年）に子孫によって東京都港区元麻布三丁目の専称寺に移され、同時の過去帳には東園寺で授けられた徳輔宗賢謙譲居士の戒名が記されている。